# Żychce (osada leśna)
Żychce – osada leśna w Polsce położona w województwie pomorskim, w powiecie chojnickim, w gminie Konarzyny.
W latach 1975–1998 miejscowość należała administracyjnie do województwa słupskiego.